# Sunniva Helland-Hansen
Sunniva Helland-Hansen (* 5. Juli 1997 in Bergen) ist eine norwegische Beachvolleyballspielerin.

## Karriere
Die aus Vestland stammende Athletin startete 2013 und 2014 mit Hannah Perens bei nationalen Turnieren in ihrem Heimatland. Anschließend wurden die beiden Achte bei den U18-Europameisterschaften. Danach waren sie wieder vor allen Dingen in Norwegen unterwegs. Mit Live Lunde erreichte Helland-Hansen in der Folgezeit zwei Endspiele im nordeuropäischen Königreich und einen neunten Rang bei den kontinentalen Meisterschaften der unter Zwanzigjährigen. 
2017 schrieb sich die gebürtige Bergenerin an der Stetson University in DeLand ein und spielte während ihres gesamten Studiums meistens an der Seite von Carly Perales. Die Kommilitoninnen wurden mehrere Male ASUN Pair of the Week, 2017 und 2018 Pair of the Tournament, 2019 und 2020 jeweils einmal AVCA National Pair of the Week. Sie waren mit 84 Siegen das erfolgreichste Duo in der Geschichte von ASUN und Stetson und führten die Hatter, das Sportteam der Hochschule, 2017 und in den beiden folgenden Spielzeiten zur ASUN Meisterschaft sowie 2019 in die NCAA Championships.
2020 gewannen Ane Tveit Hjortland und Sunniva Helland-Hansen die norwegische Meisterschaft im Beachvolleyball. Sie besiegten im Finale Frida Berntsen / Benedicte Maaseide in zwei Sätzen jeweils 21:16. Auch in der folgenden Saison bestritten die beiden einige Turniere ohne nennenswerte Ergebnisse. Zuvor hatten Helland-Hansen noch während ihres Studiums und Inge Lunde als bestes Resultat den geteilten fünften Platz beim Zwei-Sterne-Event in Quidong belegt. Ab November 2021 bildete Sunniva Helland-Hansen mit Emilie Olimstad, mit der sie 2018 im Viertelfinale der U22-EM stand, ein Beachpaar. Bestes Ergebnis auf der neugeschaffenen World Beach Pro Tour war 2022 ein fünfter Rang im Oktober beim zweiten Challenge-Turnier in Dubai. Der gleichwertige Wettbewerb in Haikou eine Spielzeit später endete für sie mit demselben Resultat. Bei den Europameisterschaften 2023 und 2024 blieben sie mit jeweils nur einem Satzgewinn sieglos.

## Auszeichnungen
- 2013: Wahl in das NEVZA All-Star-Team als beste Außenangreiferin
- 2017: ASUN Freshman des Jahres
- 2017: Teil des ASUN All-Tournament teams
- 2018: Teil des ASUN All-Tournament teams[2]

## Sonstiges
Peter Helland-Hansen und Hege Kristin Seland Helland-Hansen sind die Eltern der Sportlerin. Einer ihrer drei Brüder spielte für die Hallennationalmannschaft Norwegens, ein anderer betrieb die Sportart an der Medicine Hat University in Kanada. Sie selbst war auch mit verschiedenen Jugendnationalteams ihres Heimatlandes in der Halle aktiv. Sie studierte Soziologie an der Universität in Florida.